# Orophernes av Kappadokien
Orophernes av Kappadokien, död 157 f. Kr., var regerande kung av Kappadokien mellan 157 f. Kr. och 157 f. Kr.